# Новонікольський (Алейський район)
Новоні́кольський (рос. Новоникольский) — селище у складі Алейського району Алтайського краю, Росія. Входить до складу Кіровської сільської ради.

## Населення
Населення — 121 особа (2010; 218 у 2002).
Національний склад (станом на 2002 рік):
- росіяни — 77 %